# N331 (België)
De N331 is een lokale weg in België tussen Ieper (N336) en de Franse grens bij De Seule, waar de weg over gaat in de D38. De weg heeft een lengte van ongeveer 15 kilometer.
De gehele weg bestaat uit twee rijstroken voor beide rijrichtingen samen. De weg heeft een lokale functie maar wordt beheerd door het Agentschap Wegen en Verkeer van het Vlaams gewest.

## Plaatsen langs N331
- Ieper
- Kruisstraathoek
- Kemmel
- Nieuwkerke
- De Seule